# Salaš (Zaječar)
Salaš (serbisch-kyrillisch Салаш) ist ein Dorf mit 680 Einwohnern an den Ufern des Flusses Salaš in Ostserbien. Der Ort liegt auf 234 m über dem Meeresspiegel und 25 km südöstlich von der Stadt Zaječar entfernt. 
Der Ort setzt sich aus drei Teilen zusammen: Ortinneres Gebiet, Oberes und Unteres Gebiet. Im Zentralen Teil des Ortes befindet sich das Hotel „Salaš“, ein Veranstaltungszentrum, diverse Geschäfte, ein örtliches Krankenhaus und eine Tierarztpraxis. Das Dorf wird zu über 91 % von Serben bewohnt, jedoch leben aber auch Angehörige weiterer 10 Nationalitäten im Dorf, darunter Kroaten, Roma, Jugoslawen, Montenegriner, Russen und Walachen.
Salaš besteht aus 359 Haushalten.

## Geschichte
Der Ortsname Salaš wurde im Jahre 1736 zum ersten Mal erwähnt. Die Namensgebung hängt von seiner geografischen Ansiedlung ab. 
Nahe dem Ortskern befindet sich eine neurestourierte Serbisch-orthodoxe Dreifaltigkeitskirche, welche im Jahr 1899 erbaut wurde.
Die ehemalige Gemeinde Salaš zählte mit insgesamt 2876 ha zu einer der größten Serbiens. Die Gemeinde wurde 1965 aufgelöst und die ihr zugehörigen Dörfer: Brusnik, Velika Jasikova, Glogovica, Dubočane, Jelašnica, Klenovac, Koprivnica, Mala Jasikova, Metriš, Salaš, Tabakovac, Čokonjar in die Opština Zaječar und die Dörfer: Popovica, Sikole und Trnjane in die Opština Negotin integriert.
In den letzten Jahren sind immer mehr Menschen wegen der hohen Arbeitslosigkeit ins Ausland oder in den Großstädte Serbiens, wie Belgrad oder Novi Sad ausgewandert.
Ein paar Kilometer östlich von Salaš befindet sich ein künstlicher See namens Sovinac, der in den 1980er Jahren entstanden ist. Beim Motel „Sovinac“ bestehen Bade- und Campingmöglichkeiten, außerdem gibt es dort einen Sportplatz und ein Restaurant.